# Shannonomyia (Shannonomyia) leonardi
Shannonomyia (Shannonomyia) leonardi is een tweevleugelige uit de familie steltmuggen (Limoniidae). De soort komt voor in het Neotropisch gebied.